# خميس أبكر
خميس عبدالله أبكر (ولد عام 1964 مارس 30 في ولاية غرب دارفور وتوفي في 14 يونيو 2023 في ولاية غرب دارفور) المعروف أيضًا باسم خميس  أبكر سياسيًا سودانيًا وناشطًا وكان نائب رئيس حركة تحرير السودان وانشق منه وكون حركة لوحده وفي عام 2020 وقع السلام في جوبا عاصمة جنوب السودان ليصبح واليا لولاية غرب دارفور شغل منصب والي غرب دارفور من 2021 إلى 2023.

## بدايات الحياة والحرب في دارفور
لا يُعرف الكثير عن حياة أبكر المبكرة، بما في ذلك مسقط رأسه وتاريخ ميلاده وطفولته.
شارك أبكر في الحرب في دارفور، وترقى إلى منصب نائب رئيس جيش تحرير السودان، إلى جانب كونه قائدًا لجنود المسلحة من حركة جيس تحريرالسودان في المجموعة. في عام 2006، استشهدت هيومن رايتس ووتش بخميس أبكر خلال فترة وجوده كقائد في جيش تحرير السودان بتهمة التجنيد الإجباري للمراهقين المساليت اللاجئين من مخيمات اللاجئين التشاديين. في وقت ما من عام 2006، انفصل فصيل من جيش تحرير السودان بقيادة أبكر عن جيش تحرير السودان خلال محادثات السلام في أسمرة. تحالفت هذه الطائفة من جيش تحرير السودان مع جماعات متمردة أخرى في نفس العام لإنشاء قوات الحلفاء الثورية التي لم تدم طويلاً في غرب السودان.
في عام 2011، عاد فصيل أبكر من جيش تحرير السودان إلى فصيل عبد الواحد النور في جيش تحرير السودان. 
حركة جيش تحرير السودان: خلفية تاريخية
حركة جيش تحرير السودان نشأت نتيجة الهجمات المسلحة التي استهدفت قرى غرب دارفور في منتصف التسعينيات، مما دفع السكان إلى تشكيل مقاومة شعبية بقيادة خميس أبكر، بهدف الدفاع عن أنفسهم دون نية معارضة الحكومة في البداية. ومع ذلك، اتضح لاحقًا دعم الحكومة للمليشيات المسلحة لتحقيق سياسات التعريب.
اعتقال خميس عبدالله أبكر:
في عام 1998، تم اعتقال خميس عبدالله أبكر في قرية فقنجتا بمحلية مستري، ونُقل بين عدة سجون، أبرزها كوبر وبورتسودان وزالنجي. حُكم عليه بالسجن 20 عامًا وقضى منها 5 سنوات قبل الإفراج عنه في 2003، بالتزامن مع تصاعد الأزمة في دارفور.
تأسيس الحركة:
بعد خروجه من السجن، التقى خميس بكل من عبد الواحد محمد نور ومني أركو مناوي، وأسّسوا معًا “حركة جيش تحرير السودان” عام 2003. كان عبد الواحد رئيسًا للحركة، وخميس نائبًا له، ومناوي أمينها العام. هدفت الحركة إلى تحقيق العدالة الشاملة في السودان، وليس دارفور فقط، وسعت لاستقطاب كوادر من خارج الإقليم لتعزيز قوميتها.
الانقسامات داخل الحركة:
في عام 2005، أدت خلافات إدارية إلى انقسام الحركة إلى ثلاث مجموعات:
	1.	حركة بقيادة عبد الواحد محمد نور.
	2.	حركة بقيادة مني أركو مناوي، التي وقّعت اتفاق أبوجا مع الحكومة.
	3.	حركة بقيادة خميس عبدالله أبكر، التي واصلت النضال وشاركت في اتفاقيات مثل اتفاقيتي الجنينة والدوحة.
قيادة خميس عبدالله أبكر:
تم تكليف خميس عبدالله أبكر برئاسة الحركة بعد خلافات داخلية في أبوجا، إلا أن هذا القرار واجه اعتراضات من عبد الواحد ومجموعته، مما أدى إلى انشقاق إضافي داخل الحركة. ورغم هذه الانقسامات، استمر خميس في قيادة الحركة مع الحفاظ على هدف النضال من أجل حقوق سكان دارفور وتحقيق العدالة الشاملة.
هذه الحركة تُمثل مرحلة مفصلية في النضال الدارفوري ضد التهميش والاضطهاد، رغم التحديات والانقسامات التي واجهتها.
.

## والي غرب دارفور
بعد الثورة السودانية في عام 2020، وقعت جميع الجماعات المتمردة تقريبًا اتفاقية جوبا للسلام، بما في ذلك حركة تحرير السودان، التي كان أبكر لا يزال جزءًا منها. في محاولة لتدعيم السلام، عيّن رئيس الوزراء المؤقت عبد الله حمدوك العديد من قادة الميليشيات السابقين في مناصب حاكم في دارفور. في 13 يونيو 2021، تم تعيين أبكر واليًا لغرب دارفور، خلفًا لمحمد عبد الله الدومة. في يوليو 2021، بعد شهر واحد فقط من ولاية أبكر، شجع حميدتي، قائد قوات الدعم السريع، أبكر على استخدام جنود جيش تحرير السودان السابقين لفض الاشتباكات العرقية في الجنينة عاصمة غرب دارفور التي اندلعت في أبريل من ذلك العام. وحاول أبكر أيضًا التخفيف من حدة الاشتباكات القبلية في جبل مرة النائي في نوفمبر 2021. خلال فترة حكم أباكار، اندلعت عدة اشتباكات قبلية دامية بين عامي 2022 و 2023.

### اغتيال
عندما اندلع الصراع في السودان عام 2023، انحاز أبكر إلى القوات المسلحة السودانية. شنت قوات الدعم السريع هجمات على المدنيين المساليت خلال حصارها لمدينة الجنينة، بمن فيهم أفراد من عائلة أبكر. في 14 يونيو / حزيران، أسفرت قصف لقوات الدعم السريع على حي الجمارك عن مقتل سبعة عشر مدنياً، بمن فيهم أقارب سلطان دار المساليت. وكان من بين القتلى أمير دار المساليت طارق عبد الرحمن بحر الدين. وأصيب 37 آخرون في الهجوم.
استنكر خميس أبكر الوضع باعتباره إبادة جماعية في 13 يونيو، وذكر أن الجيش السوداني لن يغادر قاعدة الجيش لمساعدة المدنيين. ورداً على ذلك، وصفت قوات الدعم السريع معركة الجنينة بأنها "صراع قبلي". في 15 يونيو / حزيران، تعرض أبكر للتعذيب والإعدام على أيدي مسلحين مزعومين من قوات الدعم السريع، بقيادة اللواء عبد الرحمن جمعة القيادي في الدعم السربع بسبب تصريحه قبل يومين. ألقت قوات الدعم السريع باللوم على القوات السودانية في مقتل أبكر، على الرغم من أدلة الفيديو التي تظهر جنود قوات الدعم السريع وهم يهاجمون أبكر.
زعم نشطاء المساليت أن أبكر قُتل بعد أن رفض تفنيد تصريحاته حول الإبادة الجماعية في الجنينة. واتهم رئيس حركة العدل والمساواة السودانية الجديدة منصور أرباب يونس  بقتل أبكر إلى جانب القوة المشتركة لحركات الكفاح المسلح. 
واستنكر ميني ميناوي، زعيم حركة تحرير السودان "جناح مناوي" وحاكم إقليم دارفور الحالي، عملية القتل لكنه لم يتهم قوات الدعم السريع.
وفي وقت لاحق، استنكر المفوض السامي للأمم المتحدة لحقوق الإنسان القتل دون إبداء اي ملاحظات اخرى.